# Didier de Saint-Martin
Pour les articles homonymes, voir Saint-Martin.
Didier de Saint-Martin est une personnalité française qui a exercé les fonctions de gouverneur de Bourbon durant la première moitié du XVIIIe siècle : il a été le gouverneur de l'île du sud-ouest de l'océan Indien désormais appelée La Réunion à trois reprises, entre le 13 décembre 1743 et le 8 mai 1745, le 1er novembre 1745 et le 18 décembre 1745, puis le 14 avril 1747 et le 11 novembre 1748.

## Biographie
En janvier 1727, commandant des troupes au Port-Bourbon à Île de France, il est agressé par le soldat Didier, lors d'une mutinerie. Celui-ci échappe à la peine de mort grâce à De Saint-Martin et sera déporté. Avant son départ de l'Île Bourbon, il affranchit tous ses Noirs, après avoir obtenu l'autorisation du Roi.